# Parafia Matki Bożej Królowej Polski w Zaborowie
Parafia Matki Bożej Królowej Polski w Zaborowie – parafia rzymskokatolicka znajdująca się w diecezji rzeszowskiej w dekanacie Strzyżów. Erygowana w 1947 roku.